# Ecuador (station)
Ecuador är en tunnelbanestation i tunnelbanesystemet Metro de Santiago i Santiago, Chile. Stationen ligger på Linje 1 (Línea 1). Den nästföljande stationen i riktning mot Escuela Militar är San Alberto Hurtado och i riktning mot San Pablo är det Las Rejas. År 2005 installerades tre hissar för att göra stationen mer tillgänglig även för dem med rörelsehinder. 
Stationen har fått sitt namn från avenyn avenida Ecuador, som korsar Santiagos största väg, Alameda, en bit bort från stationen. Avenyn hedrar republiken Ecuador.